# Лаплатски речни делфини
Pontoporiidae е семейство зъбати китове, включващо съществуващия род Pontoporia и десет изчезнали рода. Pontoporia съдържа един-единствен съществуващ вид, лаплатски речен делфин, който е ендемичен за Южна Америка.